# Rúnar Már Sigurjónsson
Rúnar Már Sigurlaugarson Sigurjónsson, född 18 juni 1990, är en isländsk fotbollsspelare.

## Karriär
Efter att ha spelat i några isländska klubbar lånades Sigurjonsson ut till  PEC Zwolle innan han anslöt till GIF Sundsvall 2013. 2016 värvades han till schweiziska Grasshoppers. Efter det har han spelat i Kazakhstan och Rumänien och numera återigen på Island. 
Sigurjonsson har gjort 32 landskamper för Island.